# (36430) 2000 PN10
2000 PN10 (asteroide 36430) é um asteroide da cintura principal. Possui uma excentricidade de 0.12826740 e uma inclinação de 7.89571º.
Este asteroide foi descoberto no dia 1 de agosto de 2000 por LINEAR em Socorro.